# Good-Gletscher
Der Good-Gletscher ist ein breiter Gletscher an der Dufek-Küste der antarktischen Ross Dependency. Er fließt von den Osthängen der Hughes Range zwischen Mount Brennan und Mount Waterman in nordöstlicher Richtung zum Ross-Schelfeis, das er östlich des Mount Reinhardt erreicht.
Entdeckt wurde er bei einem Überflug zwischen dem 29. Februar und dem 1. März 1940 während der United States Antarctic Service Expedition (1939–1941). Der US-amerikanische Polarforscher Richard Evelyn Byrd, Leiter dieser Forschungsreise, benannte sie nach Vizeadmiral Roscoe Fletcher Good (1897–1973) von der United States Navy, der die gleichfalls von Byrd geleitete Operation Highjump (1946–1947) mit Ausrüstung unterstützt hatte.